# Andreas Gryphius
Andreas Gryphius (Großglogau, Silesia, 2 de octubre de 1616 - 16 de julio de 1664) fue un poeta y dramaturgo barroco alemán de la Primera escuela de Silesia.

## Biografía
Gryphius nació en Großglogau, en Silesia (actual Głogów, Polonia), hijo de un arcediano. Huérfano a temprana edad, debió irse de su ciudad natal a causa de la Guerra de los Treinta Años. Asistió a la escuela en varios lugares, entre ellos Fraustadt (actual Wschowa), donde recibió una excelente educación clásica. 
En 1634 fue nombrado tutor  de los hijos del eminente jurista Georg von Schönborn (1579-1637), hombre de extensa cultura y considerable riqueza que, tras haber desempeñado varios cargos en la administración y haber escrito muchos libros eruditos acerca de leyes, había sido recompensado por el emperador Fernando II con el título y cargo de conde palatino imperial (Pfalzgraf). Schönborn, reconociendo el genio de Gryphius, lo coronó como poeta laureado y le dio el diploma de maestro de filosofía, e incluso le concedió una patente de nobleza, aunque Gryphius no usó nunca el título. 
El 23 de diciembre de 1637 murió Schönborn, y al año siguiente Gryphius continuó sus estudios en Leiden, donde permaneció seis años, tanto recibiendo como impartiendo clases. Recibió la influencia de los grandes dramaturgos holandeses Pieter Cornelissen Hooft (1581-1647) y Joost van den Vondel (1587-1679), cuya huella es evidente en las obras dramáticas de Gryphius. Tras viajar por Francia, Italia y el sur de Alemania, se asentó en 1647 en Fraustadt, donde comenzó a escribir su obra dramática. En 1650 fue nombrado síndico (alcalde) de Glogau, cargo que desempeñó hasta su muerte. Poco antes había sido admitido, con el título de "El Inmortal", en la sociedad literaria Fruchtbringende Gesellschaft, fundada en 1617 por Ludwig, príncipe de Anhalt-Köthen, según el modelo de las academias italianas.

## Obra

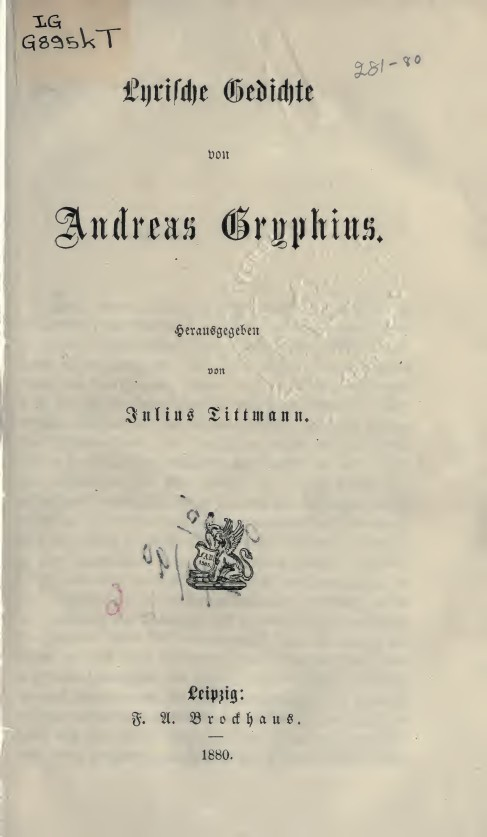
Lyrische Gedichte (1880)

Gryphius era un hombre de disposición enfermiza, y su temperamento melancólico, aumentado por las desgracias que tuvo que vivir en su infancia, se refleja ampliamente en sus poemas, de los que los más famosos son los Kirchhofsgedanken (1656); fue el lírico más personal  de su época y el más típico representante de la poesía barroca en Alemania, aunque sus discípulos fueron mucho más marinistas y culteranos que él. Son muy destacables sus comedias, una de las cuales, Absurda Comica, oder Herr Peter Squentz (1663), está basada en el episodio cómico de Píramo y Tisbe de El sueño de una noche de verano. Die geliebte Dornrose (1660), escrito en dialecto silesiano, contiene toques de gracia y simplicidad natural, y destaca entre los -escasos- dramas alemanes del siglo XVII. Horribilicribrifax (1663), basado en el Miles Gloriosus de Plauto, es un ataque bastante trabajado contra la pedantería. 
Además de estas tres comedias, Gryphius fue autor de cinco tragedias de tema histórico e inspiración francesa. En todas ellas hay una fuerte tendencia a lo barroco, lo culterano y lo rimbombante; tienen, sin embargo, el mérito de intentar al menos desarrollar un plan artístico y poseen ocasionales retazos de pasión e imaginación. Sus modelos parecen haber sido Séneca y Vondel. Tuvo el valor de tratar acontecimientos contemporáneos en Carolus Stuardus (1649). Sus otras tragedias son Leo Armenius (1646), Katharine von Georgien (1657), Cardenio und Celinde (1657) y Papinianus (1663).

## Ediciones

### Obras en latín
- Herodis Furiae et Rachelis lachrymae, Glogau 1634
- Dei Vindicis Impetus et Herodis Interitus, Danzig 1635
- Parnassus renovatus, Danzig 1636
- Epigrammata liber I, Leiden 1643
- Olivetum Libri tres, Florenz 1646

### Lírica
- Sonette Lissa 1637
- Son- und Feyrtags-Sonette, Leiden 1639
- Sonette. Das erste Buch, Leiden 1643
- Oden. Das erste Buch, Leiden 1643
- Epigrammata. Das erste Buch, Leiden 1643
- Gedanken über den Kirchhof und Ruhestätte der Verstorbenen, Breslau 1657

### Tragedias
- Ein Fürsten-Mörderisches Trawer-Spiel / genant. Leo Armenius, Frankfurt am Main 1650
- Catharina von Georgien. Oder Bewehrete Beständigkeit. Trauer-Spiel, Breslau 1657
- Cardenio vnd Celinde, Oder Unglücklich Verliebete. Trauer-Spiel, Breslau 1657
- Ermordete Majestät. Oder Carolus Stuardus König von Groß Britannien. Trauer-Spil, Breslau 1657; versión muy revisada y ampliada: Breslau 1663
- Großmüttiger Rechts-Gelehrter / Oder Sterbender Aemilius Paulus Papinianus. Trauer-Spil, Breslau 1659

### Comedias
- Absurda Comica oder Herr Peter Squenz/Schimpff-Spiel, Breslau 1658
- Horribilicribrifax Teutsch, Breslau 1663
- Verlibtes Gespenste/Gesang-Spil. Die gelibte Dornrose/Schertz-Spil en dialecto silesiano (drama doble), Breslau 1660

### Prosa
- Fewrige Freystadt, Lissa 1637
- Mumiae Wratislavienses, Breslau 1662
- Dissertationes Funebres. Oder Leich-Abdanckungen, Leipzig 1667